# نيل موريسي
نيل موريسي (بالإنجليزية: Neil Morrissey)‏ هو شخصية أعمال وممثل بريطاني، ولد في 4 يوليو 1962 في المملكة المتحدة.

## وصلات خارجية
- نيل موريسي على موقع IMDb (الإنجليزية)
- نيل موريسي على موقع إن إن دي بي (الإنجليزية)
- نيل موريسي على موقع قاعدة بيانات الفيلم (الإنجليزية)